# Microcos laurifolia
Microcos laurifolia é uma espécie de angiospérmica da família Malvaceae.
Apenas pode ser encontrada no seguinte país: Malásia.
Está ameaçada por perda de habitat.